# Lesley Sibner
Lesley Millman Sibner (Nueva York, 13 de agosto de 1934 - 11 de septiembre de 2013) fue una matemática estadounidense y profesora de matemáticas en el Instituto Politécnico de la Universidad de Nueva York. Obtuvo su licenciatura en Matemáticas en el City College Universidad de la Ciudad de NuevaYork (CUNY). Completó su doctorado en Courant Institute NYU en 1964 bajo la supervisión conjunta de Lipman Bers y Cathleen Morawetz. Su tesis se basó en ecuaciones en derivadas parciales de tipo mixto.

## Trayectoria
En 1964, Sibner se incorporó como instructora en la Universidad de Stanford durante dos años. Fue becaria Fulbright en el Instituto Henri Poincaré de París al año siguiente. En ese momento, además del trabajo en solitario sobre la ecuación de Euler-Tricomi y los flujos compresibles, empezó a trabajar con su marido, Robert Sibner, en un problema sugerido por Lipman Bers: ¿existen flujos compresibles en una superficie de Riemann? Como parte de su trabajo en esta dirección, estudió geometría diferencial y teoría de Hodge y finalmente demostró un teorema de Hodge-DeRham no lineal con Robert Sibner basado en una interpretación física de formas armónicas unidimensionales en variedades cerradas. Las técnicas están relacionadas con su trabajo anterior sobre flujos compresibles. Siguieron trabajando juntos en problemas relacionados y aplicaciones de este importante trabajo durante mucho tiempo.
En 1967, se unió a la facultad de la Universidad Politécnica de Brooklyn, Nueva York. En 1969, demostró el teorema del índice de Morse para operadores elípticos degenerados al extender la teoría clásica de Sturm-Liouville.
Entre 1971 y 1972, pasó un año en el Instituto de Estudios Avanzados donde conoció a los matemáticos Michael Atiyah y Raoul Bott. Se dio cuenta de que podía usar su conocimiento de análisis para resolver problemas geométricos relacionados con el teorema del punto fijo de Atiyah-Bott. En 1974, Lesley y Robert Sibner elaboraron una demostración constructiva del teorema de Riemann-Roch.
Karen Uhlenbeck propuso que Sibner trabajara en la ecuación de Yang-Mills. Entre 1979 y 1980 visitó la Universidad de Harvard, donde aprendió la teoría de campo de gauge de Clifford Taubes. Esta ventaja da como resultado singularidades puntuales en la ecuación de Yang-Mills y las ecuaciones de Yang-Mills-Higgs. Su interés por las singularidades pronto la llevó más profundamente a la geometría, y de ahí a una clasificación de conexiones singulares y a una condición para eliminar singularidades bidimensionales en el trabajo con Robert Sibner.
Al comprender que los instantones podrían, bajo ciertas circunstancias, ser vistos como monopolos, los Sibner y Uhlenbeck construyeron puntos críticos inestables no mínimos del Yang-Mills funcional sobre las cuatro esferas en 1989. Fue invitada a presentar este trabajo en el Festival de Geometría. Fue becaria Bunting en el Instituto de Estudios Avanzados Radcliffe en 1991. Durante las décadas siguientes, Sibner se centró en la teoría de calibre y los instantes gravitacionales. Aunque la investigación suena muy física, de hecho, a lo largo de su carrera, aplicó la intuición para demostrar importantes teoremas geométricos y topológicos.
En 2012, se convirtió en miembro de la American Mathematical Society.

## Publicaciones (selección)
- Sibner, L. M. (1968). «A remark on the question of uniqueness for the Tricomi problem». Proceedings of the American Mathematical Society 19 (3): 541-543. doi:10.2307/2035829.
- Sibner, L. M. (1970). «A generalization of the Morse index theorem to a class of degenerate elliptic operators». Journal of Mathematics and Mechanics 19: 37-40. doi:10.1512/iumj.1970.19.19004.
- Sibner, L. M.; Sibner, R. J. (1970). «A non-linear Hodge-de-Rham theorem». Acta Mathematica 125: 57-73. doi:10.1007/bf02392330.
- Sibner, L. M.; Sibner, R. J. (1974). «A constructive proof of the Riemann-Roch theorem for curves». Contributions to analysis (a collection of papers dedicated to Lipman Bers). New York: Academic Press. pp. 401-405.
- Sibner, L. M.; Sibner, R. J. (1979). «Nonlinear Hodge theory: applications». Advances in Mathematics 31 (1): 1-15. doi:10.1016/0001-8708(79)90016-1.
- Sibner, L. M. (1985). «The isolated point singularity problem for the coupled Yang–Mills equations in higher dimensions». Mathematische Annalen 271 (1): 125-131. doi:10.1007/bf01455801.
- Sibner, L. M.; Sibner, R. J. (1992). «Classification of singular Sobolev connections by their holonomy». Communications in Mathematical Physics 144 (2): 337-350. doi:10.1007/bf02101096.
- Sibner, L. M.; Sibner, R. J.; Uhlenbeck, K. (1989). «Solutions to Yang-Mills equations that are not self-dual». Proceedings of the National Academy of Sciences 86 (22): 8610-8613. PMC 298336. PMID 16594082. doi:10.1073/pnas.86.22.8610.
- Sibner, L. M.; Sibner, R. J. (1992). «Classification of singular Sobolev connections by their holonomy». Communications in Mathematical Physics 144 (2): 337-350. doi:10.1007/bf02101096.